# Accidente ferroviario de Ohio de 2023
El accidente ferroviario de Ohio de 2023 hace referencia al descarrilamiento de un tren que transportaba material peligroso, incluido cloruro de vinilo, en el pueblo de East Palestine, Ohio, Estados Unidos, el 3 de febrero de 2023. El tren mercante, de la Norfolk Southern, uno de los grandes operadores ferroviarios de Estados Unidos, constaba de 141 vagones cargados, nueve vacíos y tres locomotoras.
El descarrilamiento causó un incendio que duró varios días y que derivó finalmente en una quema prescrita el 6 de febrero, cuando el equipo de emergencias condujo la emisión y quema controlada de productos químicos tóxicos en el aire para evitar una explosión. El fuego causó la liberación de cloruro de hidrógeno y fosgeno en la zona.

## Accidente

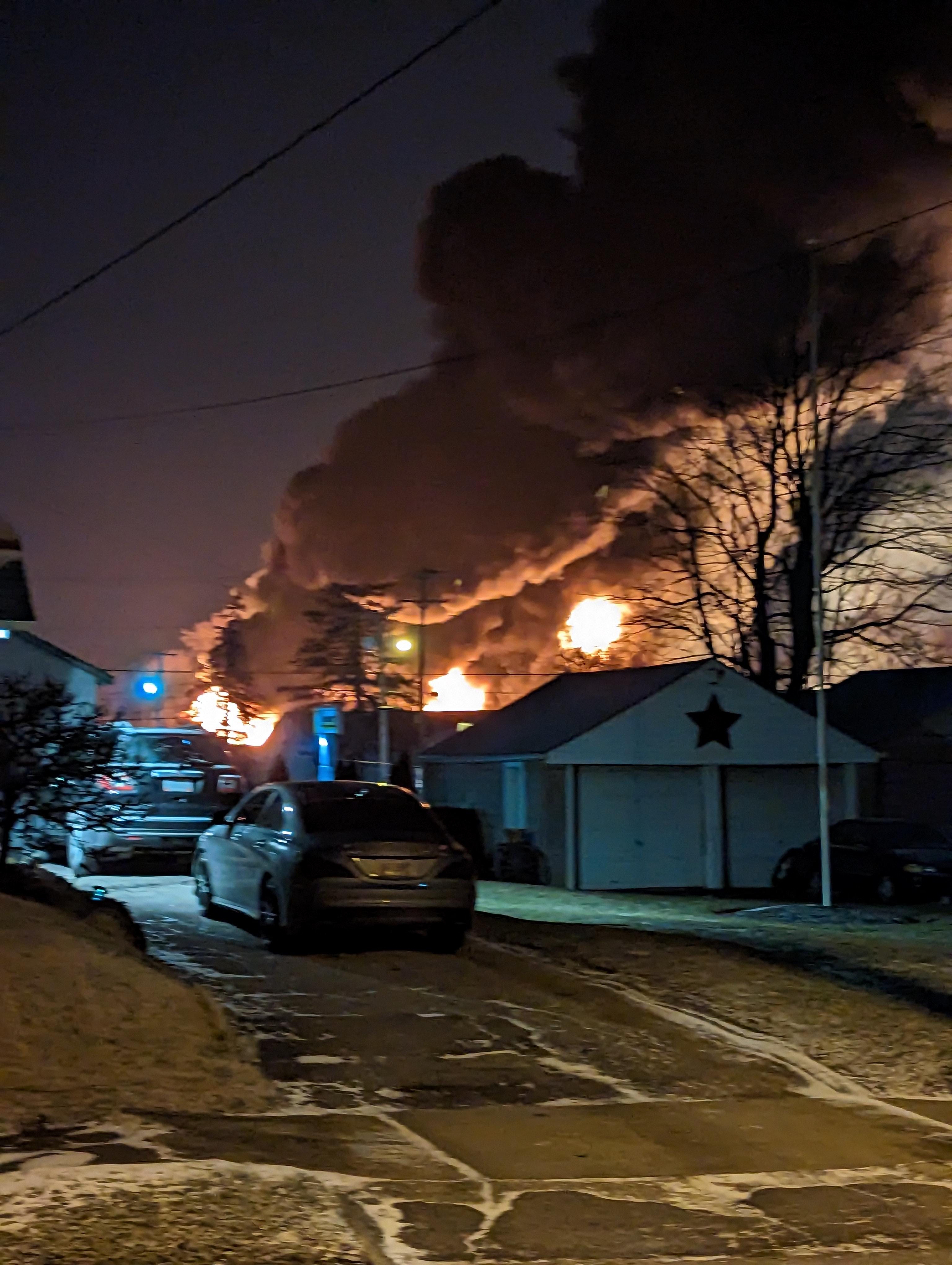
Humo del descarrilamiento visto durante la noche del accidente

El 3 de febrero de 2023, a las 8:55 p. m. en horario local, alrededor de 150 vagonetas de un tren descarrilaron en East Palestine, un pueblo de 4800 residentes cerca del borde entre Ohio y Pensilvania. Veinte de las 141 vagonetas totales llevaban material peligroso, 14 de las cuales cargaban cloruro de vinilo. Otro químicos incluían líquidos combustibles, acrilato de butilo y residuos de benceno. 48 horas después, la Junta Nacional de Seguridad en el Transporte declaró que las investigaciones preliminares indicaban un fallo mecánico en el eje de los carros como la causa del descarrilamiento.

## Reacciones
Cerca de 70 agencias de emergencia de Ohio, Virginia Occidental y Pensilvania se movilizaron en respuesta, y Trent Conaway, alcalde de East Palestine, declaró el estado de emergencia. El 9 de febrero un periodista fue arrestado durante una conferencia de prensa mientras cubría los hechos, aunque fue liberado 5 horas después.

## Precauciones
El 12 de febrero, la EPA, tras controlar el aire, declaró que no había detectado contaminantes a “niveles preocupantes” en East Palestine y sus alrededores, aunque los residentes podrían seguir percibiendo olores. En colaboración con Norfolk Southern y la Agencia de Gestión de Emergencias del condado de Columbiana, la EPA había analizado el aire de unas 290 viviendas hasta el 13 de febrero, y afirmó no haber detectado cloruro de vinilo ni cloruro de hidrógeno, que podrían causar problemas respiratorios potencialmente mortales.